# Жорновка (река)
Жорновка — река в Московской области России, левый приток Сестры.
Берёт начало у платформы Покровка Ленинградского направления Московской железной дороги, впадает в реку Сестру у деревни Сохино в 2 км южнее города Клина.
Длина — 10 км, по другим данным — 11 км. Равнинного типа. Питание преимущественно снеговое. Замерзает обычно в середине ноября, вскрывается в середине апреля.
В верховьях эта речка около километра протекает по еловому лесу вдоль железнодорожной линии, затем — по полям и сильно заселённым местам. С точки зрения туризма малопривлекательна. На реке стоят деревни Никитское и Покров.